# نوک‌شاخ ویسایا
 نوک‌شاخ ویسایا (نام علمی: Penelopides panini) نام یک گونه از تیره نوک‌شاخ است.